# C24H38O2
化学式C24H38O2（摩尔质量：358.287 g/mol）可能指：
- 蟾甾内酯，CAS号：29565-35-3
- 3-氧代-5β-胆烷-24-醛，CAS号：75177-72-9
- 5β-胆-3-烯酸，CAS号：28083-35-4
- 胆-4-烯-24-酸，CAS号：111124-23-3
- JWH-102，CAS号：259869-52-8
- JWH-103，CAS号：259869-53-9

|  | 这个同类索引页列出了具有相同分子式的化学物（即同分異構體）条目。 除非您是有意链接至本页，否则应将相应条目的内部链接指向正确的条目。 |